# Música del siglo XIX
En el siglo XIX sobresalen fundamentalmente dos movimientos estéticos terminantemente opuestos: el Romanticismo y el Impresionismo. El primero basado en el principio Rousseauniano "siento luego existo" mientras que el segundo, separándose del vetusto clasicismo y el deslumbrante Romanticismo, no buscaba la razón ni la sensación, buscaba la crítica al pasado por la música misma.

## Romanticismo y música
Los grandes cambios producidos por la Revolución indígena y las revoluciones burguesas ya no serían compatibles con las delicadez y mesura del clasicismo. El mundo había cambiado, el Hombre tenía derechos inalienables, Francia tenía un calendario nuevo, en 1803 Inglaterra y Francia darían inicio a las Guerras Napoleónicas de la Tercera Coalición, Richard Trevithick diseñaría una locomotora en 1804 y prontamente se verían sus efectos musicales: en 1804 Beethoven compondría su Sonata para piano n.º 21, Waldstein, caracterizada por fuertes modulaciones a tonalidades distantes bajo el tratamiento de enarmonización del séptimo grado.
Los contrastes dinámicos que caracterizaron la Sinfonía n.º 94, La Sorpresa, de Haydn serían explotados sistemáticamente en la obra de los compositores románticos, que pondrían cada vez más hincapié en la escritura de las dinámicas como parte fundamental del trabajo compositivo.

## Beethoven entre dos siglos. Sinfonías y sonatas
El estreno de la Novena Sinfonía de Beethoven en 1824, marca definitivamente un nuevo camino en la composición. Se había dado una tendencia, desde finales del clasicismo a aumentar el tamaño de la orquesta, hacer orquestaciones cada vez más grandes.
En el siglo XVIII, la Sinfonía de los Juguetes (atribuida a Haydn, Leopold Mozart o Edmund Angerer), a modo de experimento, incluía diversos instrumentos de percusión.
El contrabajo, que había comenzado a aparecer en las orquestas del barroco duplicando, a veces, la parte del violonchelo cobraría una dimensión propia a comienzos del siglo. Las Sinfonías n.º 6 "Le Matin", n.º 7 "Le midi", n.º 8 "Le Soir", n.º 31 "Horn Signal", y n.º 45 "Farewell" de Haydn tendrían pasajes solistas del Contrabajo, aunque también duplicarían la parte del Violonchelo. Beethoven rompería con el miedo a separar las partes y funciones del violonchelo y el contrabajo, funciones que irían separándose cada vez más en el correr del siglo.

## El virtuosismo solista como expresión del individualismo
Si bien el concepto de Individualismo como forma filosófica fue introducido por los Saint-Simonianos para describir las causas de la derrota de la Revolución francesa, el término ya era usado peyorativamente en Francia por los reaccionarios de la Escuela de Teocracia Francesa, como Joseph de Maistre. Mientras los Saint-Simonianos utilizaban el término como sinónimo del egoísmo por parte de la clase dominante y su tendencia a acaparar capitales gracias al aprovechamiento del caos (para Saint-Simon el orden conduce al progreso), por otra parte, los teóricos del absolutismo y la teocracia lo utilizaban como sinónimo del laissez faire propio del Liberalismo. En cierta forma los principios del Individualismo que atemorizaba a la Iglesia habían surgido en el siglo XVII cuando Descartes plantea dudar del universo sensible, de la sociedad que lo rodea y de dios. En ese entonces es que llega al concepto Cogito ergo sum ("Pienso luego existo"), que da inicio al liberalismo, al Racionalismo y a la creencia de que lo único seguro es la existencia del yo, el individuo.
Así como el Racionalismo centra su atención en el individuo, el hombre del Barroco comenzaría a centrar la atención en el solista que devendría en desarrollo de la técnica instrumental y dos nuevos conceptos nuevos que nacerían en el Romanticismo: La especialización y el intérprete.
y así concluimos esta idea del individualismo

## Nacionalismo y música
Una de las tendencias del pensamiento del siglo XIX es a poner más empeño en estos términos: patria, nación, raza, racismo, unificación. Posteriormente se relacionaban con términos como superioridad, independencia, dios, estado... guerra. Esa búsqueda, primero inocente, de adentrarse en el estudio de la cultura y la identidad, de buscar las raíces del actuar y sentir de los habitantes de determinada región devendría en la creencia, en las potencias centrales, de que "nuestra" nación es superior, pertenece a determinada raza que adora al dios verdadero y, por esa razón, posee la manifestación artística pura, culta y refinada; y esa manifestación artística debe ser exportada a las colonias para "iluminarlas" o para impedir que ellos nos "oscurezcan". Lo que comenzó siendo la búsqueda de Anton Reicha por incluir sus raíces checas en su música de carácter romántico temprano, terminó siendo el antisemitismo manifiesto de Wagner. Lo que comenzó siendo la unificación Alemana terminó siendo la Primera Guerra Mundial

## La sociedad modulante
El siglo XIX fue un siglo de grandes cambios, grandes crisis económicas, cada vez más fuertes y pujantes. Los nuevos movimientos obreros, los socialismos posteriormente llamados utópicos, advertían, desde sus comienzos, que el capitalismo no tendría muchos años de vida, creían que iba a fracasar tempranamente y una sociedad nueva aparecería, guiada por la razón y la ciencia, sin clases sociales ni propiedad privada, el orden conduciría al progreso, una nueva era de la paz vendría por una gran guerra, Fourier deliraría profetizando que las ballenas serán sustituidas por antiballenas que ayudarán a tirar de los barcos, Julio Verne crearía una literatura basada en la especulación científica haciendo especulaciones no menos disparatadas. La ciencia avanzaba cada día: teoría de la Evolución, teoría de números, fotografía, teléfono, anestesia... un mundo cambiante solo se podría traducir en arte cambiante, tonalidades cambiantes, préstamos armónicos.
La belleza armónica no se basaría más en la simpleza del clasicismo. Las características del desarrollo de la sonata beethoveniana serían las características de la música posterior a él. Claude Debussy llegaría a decir que César Franck era una «máquina moduladora».
El Impresionismo musical es un movimiento musical surgido a finales del siglo XIX y principios del XX sobre todo en la música francesa, con la necesidad de los compositores de probar nuevas combinaciones de instrumentos para conseguir una mayor riqueza tímbrica. En el Impresionismo musical se da mucha importancia a los timbres, con los que se consiguen diferentes efectos. También se caracteriza porque los tiempos no son lineales sino que se ejecutan en sucesión de impresiones. Se relaciona de esta manera con el Impresionismo pictórico, que conseguía las imágenes mediante pequeñas pinceladas de color. Dos de los principales compositores de este movimiento son Claude Debussy y Maurice Ravel.